# Pierre Dell'Oste
Pierre Dell'Oste, né le 6 octobre 1947 à Codognan, est un footballeur français.

## Biographie
Après des débuts au SO Montpellier en D2, il s'engage à 21 ans avec l'AS Monaco où il connaît pour la première fois l'élite.
À l'hiver 1971-1972 il s'engage avec le Nîmes Olympique avec qui il restera jusqu'en 1973.
Avec Nîmes il termine vice-champion de France en 1972, remporte la Coupe des Alpes 1972, et participe à la Coupe UEFA 1972-1973.
Il s'engage ensuite au Stade rennais où il connaît la relégation en 1975.
La saison suivante, son club finit premier de sa poule de D2 et s'assure la remontée. Mais Dell'Oste ne fera pas partie de cette nouvelle aventure, il retourne à Montpellier au MPSC en Division 3, il termine meilleur buteur du club avec 8 réalisations.
Il rejoint ensuite le niveau supérieur, l'AC Arles et la D2 en 1977.

## Palmarès
- Vice-champion de France de Division 1 en 1972 avec le Nîmes Olympique
- Vice-champion de France de Division 2 en 1971 avec l'AS Monaco et en 1976 avec le Stade rennais
- Vainqueur de la Coupe des Alpes 1972 avec le Nîmes olympique